# Dadju

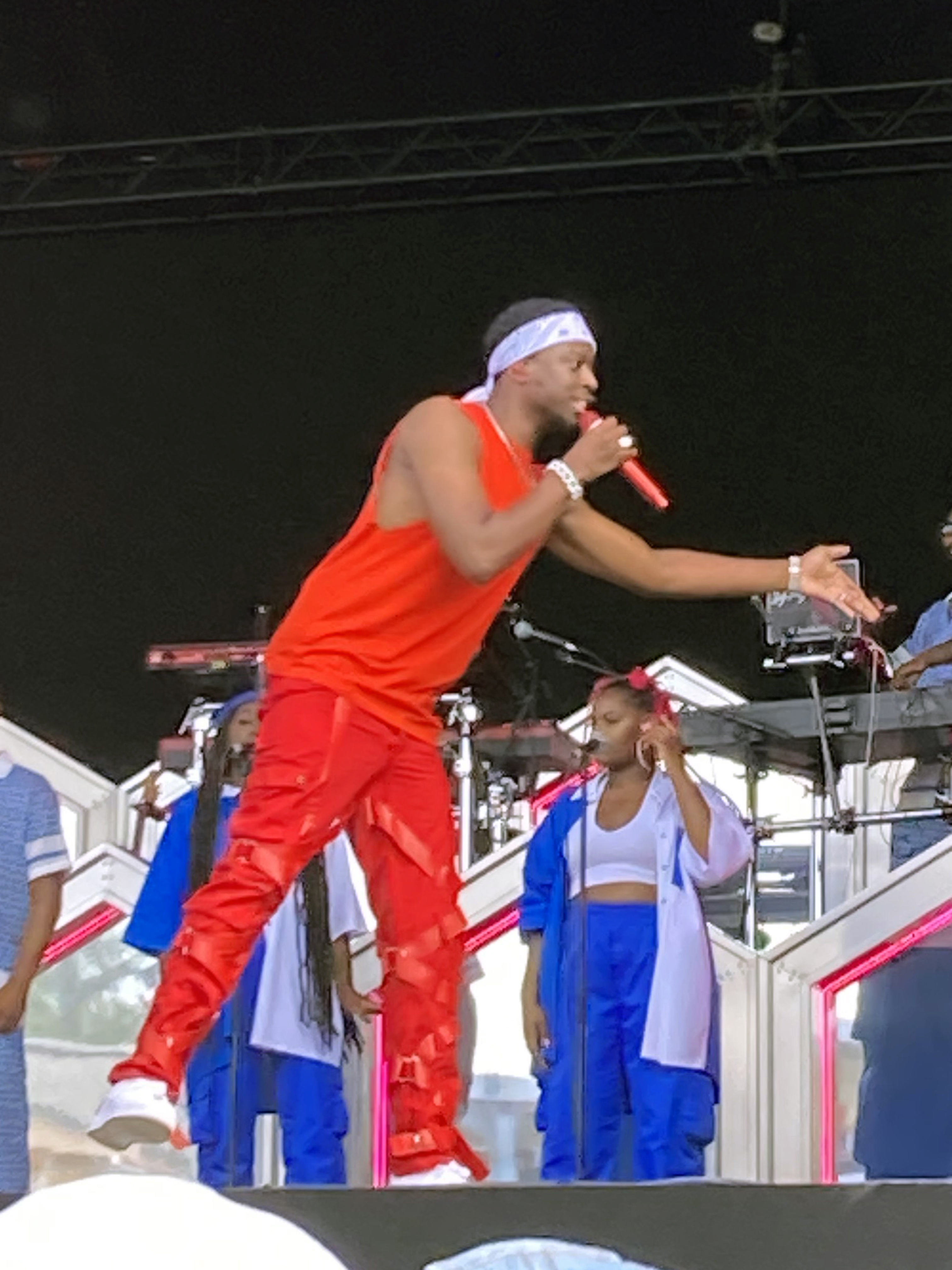
Dadju auf dem Venoge Festival (Penthaz, Svhweiz), 2022.

Dadju (* 2. Mai 1991 in Bobigny, Département Seine-Saint-Denis; bürgerlich Dadju Djuna Nsungula) ist ein französischer Sänger und Rapper.

## Leben und Karriere
Nsungula wurde 1991 als Sohn kongolesischer Eltern im französischen Bobigny geboren und wuchs in Romainville auf. Sein Vater Djuna Djanana ist als Sänger der Papa Wemba Band tätig. Er entstammt einer Großfamilie mit 15 Kindern. Sein älterer Bruder ist der ebenfalls erfolgreiche Sänger Gims. Auch seine anderen Brüder Bedjik und Xgangs sind musikalisch aktiv. Im Jahr 2012 unterschrieb er einen Plattenvertrag bei dem Label Wati B, bei dem zu dieser Zeit auch sein Bruder Gims unter Vertrag stand. Zusammen mit Abou Tall gründete er noch im gleichen Jahr das Duo Shin Sekaï. Erstmals Erfolg erlangten sie 2013 mit dem Mixtape Rêver und ihrem zweiten Album The Shin Sekaï volume II. Das Lied Du Berceau au Linceul aus Letzterem erreichte die Top 10 der französischen Singlecharts. Ihr drittes Album Indéfini erschien im März 2016 und konnte sich ebenfalls in den Top 10 positionieren. Nur wenig später kündigte das Duo eine Pause an. Die Rapper konzentrierten sich fortan auf ihre Solokarriere. Nsungulas Debütalbum Gentleman 2.0 erschien am 24. November 2017 und erreichte auf Anhieb Platz eins der französischen Albumcharts. 2018 wurde das Album in Frankreich mit einer Diamantenen Schallplatte für über 500.000 verkaufte Einheiten ausgezeichnet. Auch die Singleauskopplungen aus dem Album erwiesen sich als sehr erfolgreich. Reine, Bob Marley und Jaloux erhielten ebenfalls Diamant-Auszeichnungen. Im November 2019 erschien das zweiteilige Album Antidote ou poison, wobei Antidote und Poison einzeln in einem Abstand von einer Woche veröffentlicht worden. Nach nur wenigen Tagen wurde das Projekt bereits mit einer Goldenen Schallplatte ausgezeichnet.
Nsungula ist seit dem 8. Januar 2017 verheiratet. Im Oktober 2017 ist er Vater einer Tochter geworden.

## Diskografie
Studioalben

| Jahr | Titel Musiklabel                             | Höchstplatzierung, Gesamtwochen, AuszeichnungChartplatzierungen (Jahr, Titel, Musiklabel, Platzierungen, Wochen, Auszeichnungen, Anmerkungen) | Höchstplatzierung, Gesamtwochen, AuszeichnungChartplatzierungen (Jahr, Titel, Musiklabel, Platzierungen, Wochen, Auszeichnungen, Anmerkungen) | Höchstplatzierung, Gesamtwochen, AuszeichnungChartplatzierungen (Jahr, Titel, Musiklabel, Platzierungen, Wochen, Auszeichnungen, Anmerkungen) | Anmerkungen                                                          | [↑]: gemeinsam behandelt mit vorhergehendem Eintrag; [←]: in beiden Charts platziert |
| Jahr | Titel Musiklabel                             | FR | BEW | CH | Anmerkungen                                                          |                                                                                      |
| ---- | -------------------------------------------- | --- | --- | --- | -------------------------------------------------------------------- | ------------------------------------------------------------------------------------ |
| 2017 | Gentleman 2.0 Polydor                        | FR1 Diamant · (121 Wo.)FR | BEW7 Gold · (… Wo.)BEW | CH35 (12 Wo.)CH | Erstveröffentlichung: 24. November 2017 Verkäufe: + 510.000          |                                                                                      |
| 2019 | Poison Polydor                               | FR1 Diamant · (156 Wo.)FR | BEW6 (… Wo.)BEW | CH6 (20 Wo.)CH | Erstveröffentlichung: 15. November 2019 Verkäufe: + 500.000          |                                                                                      |
| 2019 | Antidote Polydor[FR: ↑]                      | FR1 Diamant · (156 Wo.)FR | BEW74 (8 Wo.)BEW | — | Erstveröffentlichung: 22. November 2019                              |                                                                                      |
| 2019 | Poison ou antidote Polydor[FR: ↑]            | FR1 Diamant · (156 Wo.)FR | — | — | Erstveröffentlichung: 22. November 2019                              |                                                                                      |
| 2022 | Cullinan Polydor                             | FR1 Platin · (139 Wo.)FR | BEW7 (35 Wo.)BEW | CH23 (2 Wo.)CH | Erstveröffentlichung: 13. Mai 2022 Verkäufe: + 100.000               |                                                                                      |
| 2023 | Cullinan (Gelée Royale 1 & 2) Polydor[FR: ↑] | FR1 Platin · (139 Wo.)FR | BEW143 (1 Wo.)BEW[CH: ↑] | CH23 (2 Wo.)CH | Erstveröffentlichung: 16. März 2023                                  |                                                                                      |
| 2024 | Héritage Polydor                             | FR1 Platin · (… Wo.)FR | BEW2 (… Wo.)BEW | CH6 (8 Wo.)CH | Erstveröffentlichung: 16. Februar 2024 Verkäufe: + 100.000; mit Tayc |                                                                                      |